# Автоматический датчик кода Морзе
Автоматический датчик кода Морзе (АДКМ) — специальное устройство или программа для передачи случайно сгенерированных не смысловых текстов кодом Морзе. АДКМ предназначен для обучения слуховому приёму кода Морзе, а также тренировки и совершенствования навыков скоростного приёма. Кроме того, он может применяться вместо телеграфного ключа при наборе текстов со стандартной компьютерной клавиатуры. Технический результат заключается в отсутствии привязки устройства автоматизированной передачи сигналов к рабочему месту оператора-радиста и в возможности работы как в местном режиме, так и в дистанционном режиме с помощью оборудования информационно-вычислительной сети. Промышленностью для нужд радиошкол и радиокружков выпускались модели АДКМ-77 и АДКМ-85, а также Контур-511.
В настоящее время в связи с развитием компьютерной техники для тренировки и совершенствования навыков используются программные АДКМ, в том числе запускаемые непосредственно с веб-страницы.